# Basotho

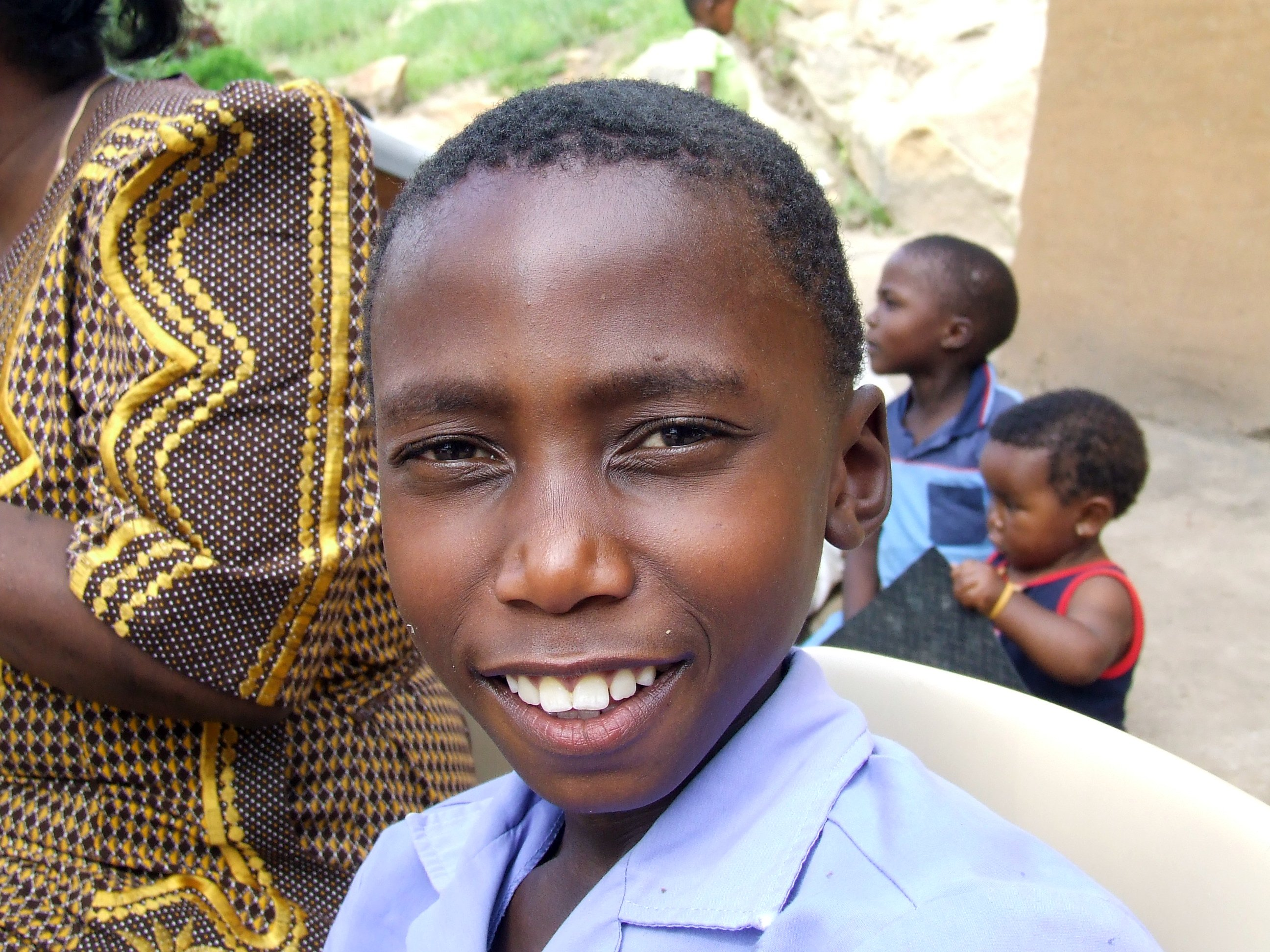
Escolar sotho

Els sotho són un poble el territori del qual es troba a Sud-àfrica i Lesotho, actualment són uns 4,3 milions de persones. La seva llengua és el sesotho i està organitzat en tres clans o tribus principals: bakoena, bataung i batlokwa. Constitueixen pràcticament la totalitat dels habitants de Lesotho, país que va emergir del geni diplomàtic del rei Moshoeshoe I que va mantenir units els diferents clans d'origen sotho que s'havien dispersat per tot el sud d'Àfrica al començament del segle xix. Un gran nombre de sothos viu actualment a Sud-àfrica, on havien emigrat els seus avantpassats a la recerca de treball a les mines d'or d'aquest país.

## Història
Moshoeshoe I, com a bon diplomàtic, va tenir gestos d'amistat cap als seus enemics derrotats, els va proveir de terres i protecció, el que va fer que la seva nació creixés i es fes més forta. La seva influència i seguidors van créixer amb la integració de gran nombre de refugiats i víctimes del Mfecane.

### Establiment d'una nació
En els primers anys del segle xix, Moshoeshoe I va establir la nació dels sothos, i ell va ser popularment conegut com a Bruna i Moholo o Bruna o Basotho (Gran Cap o rei dels sothos).

### Primers missioners
A la dècada dels anys 1830 d'aquest mateix segle, els europeus van començar a colonitzar el sud d'Àfrica. Això va permetre a missioners de diverses ordres establir-se en missions amb els clans en tot l'ample del país. Aquest període va estar marcat per l'inici dels conflictes entre els europeus i les tribus africanes. Els afrikaners, descendents d'europeus de parla holandesa, van trobar als sothos després d'instal·lar-se en la regió que actualment ocupa la regió de l'Estat Lliure de Sud-àfrica, que limita amb Lesotho per l'oest.
En un intent de preparar una possible batalla, Moshoeshoe va preguntar als missioners que havien anat a viure amb el seu poble i va arribar a la conclusió que seria millor adquirir armes per protegir-se dels europeus i dels khoikhois. Els missioners van introduir, a més, noves idees quant a religió, pensament occidental i formes de vida i alimentació. Els primers tres missioners que van contactar amb el poble sotho van ser: Thomas Arbousset, Eugene Casalis i Constant Gosselin de la Societat Missionera Evangèlica de París (PEMS), que es van establir a Morija, portant a terme treballs creant una ortografia per a la llengua sesotho i instal·lant la primera impremta. Casalis va ser Conseller del Rei en temes concernents als europeus.

### Aliança amb la Colònia del Cap
Per raons estratègiques i sobretot per protegir-se dels afrikaners, Sutholàndia va establir aliances amb la colònia britànica del Cap el 1843. Durant el període que va seguir es van produir molts conflictes entre els sothos, els afrikaners i els anglesos, entre ells la Primera Guerra Basotho. Mentrestant la pressió colonitzadora de la Gran Bretanya a Àfrica va créixer i la possessió de l'Estat Lliure va passar de mans afrikaners a mans britàniques.

### Annexió i independència
L'Imperi Britànic va annexionar Lesotho el 1868, aconseguint aquest de nou la seva independència gairebé un segle més tard, el 4 d'octubre de 1966.

### Sud-àfrica
Els sothos a Sud-àfrica van ser classificats d'acord amb dos subgrups depenent d'on vivien: els sothos del nord o pedi, situats principalment a l'extint bantustan de Lebowa, i els sothos del sud al bantustan de QwaQwa.